# Baguatherium
Baguatherium es un género extinto de piroterio, grupo de mamíferos herbívoros de pezuña nativos de América del Sur (meridiungulados). Baguatherium debe su nombre científico al sitio de Bagua Grande donde se descubrió el holotipo, unido al término en griego latinizado therium que se traduce como "bestia", mientras que el nombre de la especie, B. jaureguii, es una referencia a Ángel Jauregui, antiguo director del Instituto Regional de Cultura que ayudó en la preservación de sitios fósiles. Baguatherium fue descubierto la formación El Milagro, en el departamento de Amazonas, en el actual Perú, que data de finales del Oligoceno Inferior, hace unos 31 millones de años.
De este animal se conocen restos parciales, incluyendo el holotipo (ejemplar MUSM 436) consistente en un maxilar parcial de cinco centímetros de largo más restos referidos como un fémur izquierdo y dientes molares. Estos restos escasos sin embargo muestran que era un pirotérido, pariente del mejor conocido Pyrotherium de Argentina, al que se debió parecer teniendo un aspecto de animal cuadrúpedo robusto, un poco como los elefantes y como los astrapoterios, meridiungulados suramericanos similares a tapires con los que no estaban emparentados. Como estos animales, Baguatherium poseía grandes dientes en forma de colmillo, constituidos por dos pares de incisivos en ambas mandíbulas, posiblemente una trompa corta para recoger sus alimentos y un cuerpo compacto que mediría unos tres metros de largo y hasta 2.5 toneladas de peso. Esta especie debió de vivir en zonas de estuarios contiguas con el antiguo mar amazónico que hubo en Suramérica en el Cenozoico.